# Kijevo (Bosnien)
Kijevo ist ein Dorf in der Gemeinde Sanski Most.

## Bevölkerung
2013 lebten in Kijevo 682 Menschen.
| Ethnie    | Anzahl | Anteil in Prozent |
| --------- | ------ | ----------------- |
| Bosniaken | 658    | 96,5 %            |
| Kroaten   | 13     | 1,9 %             |
| Serben    | 3      | 0,4 %             |
| Sonstige  | 8      | 1,2 %             |
| Total     | 682    | 100 %             |